# Comuna Praveț, Sofia
Obștina Praveț (comuna Praveț) este o unitate administrativă în regiunea Sofia din Bulgaria. Cuprinde un număr de 11 localități.  Reședința sa este orașul Praveț. Localități componente:
| - Vidrare - Giurovo - Kalugherovo - Manaselka Reka - Оsikovița - Osikovska Lakavița | - Praveț - Praveșka Lakavița - Ravniște - Razliv - Svode |

## Demografie
Componența etnică a comunei Praveț
     Romi (16,22%)
     Bulgari (78,7%)
     Nicio identificare (4,58%)
     Altele (0,75%)
La recensământul din 2011, populația comunei Praveț era de 7.569 locuitori. Din punct de vedere etnic, majoritatea locuitorilor (78,7%) erau bulgari, cu o minoritate de romi (16,22%). Pentru 4,58% din locuitori nu este cunoscută apartenența etnică.